# Fullola
La fullola és una làmina molt prima de fusta, per a aplacats, que ha estat tallada en màquines proveïdes de ganivets especials molt precises, d'un gruix inferior a 1 mil·límetres.Es comercialitza en paquets lligats. Si la fusta que s'ha d'aplacar és més ampla que la fullola, cal unir les peces obrint-les com fulls de llibre perquè les vetes siguin simètriques. Es fa servir en l'acabament de mobles, portes i elements decoratius construïts amb fusta transformada. Generalment, està feta de fusta bona o molt decorativa, i si s'aplica bé, sembla que tot el moble estigui fet d'aquesta mena de fusta i li dona més soliditat.
També s'empra per fer contraplacats. N'hi ha de dues menes:
- Fullola de ganiveta, tallada en sentit longitudinal respecte al tronc o al tauló
- Fullola desenrotllada, tallada de través respecte al tronc.